# Erysiphe trifolii
Erysiphe trifolii är en svampart. Erysiphe trifolii ingår i släktet Erysiphe och familjen Erysiphaceae.

## Underarter
Arten delas in i följande underarter:
- trifolii
- intermedia